# Hsisosuchidae
Los hsisosúquidos (Hsisosuchidae) son una familia extinta de arcosaurios cocodrilomorfos mesoeucocodrilianos basales  que vivieron en el Jurásico Superior de China. Solo se ha descrito un género, Hsisosuchus, del que se conocen tres especies.